# Leone Patterson
Leone Dorothy Patterson (Masterton, 11 dicembre 1962) è un'ex cestista neozelandese.

## Carriera
Con la Nuova Zelanda ha disputato i Giochi olimpici di Sydney 2000 e i Campionati mondiali del 1994.